# Estação Indios Verdes
A Estação Indios Verdes é uma das estações do Metrô da Cidade do México, situada na Cidade do México, seguida da Estação Deportivo 18 de Marzo. Administrada pelo Sistema de Transporte Colectivo, é uma das estações terminais da Linha 3.
Foi inaugurada em 1º de dezembro de 1979. Localiza-se na Avenida de los Insurgentes. Atende os bairros Residencial Zacatenco e Santa Isabel Tola, situados na demarcação territorial de Gustavo A. Madero. A estação possui um dos maiores volumes de passageiros da rede, registrando  um movimento diário médio de 504.252 passageiros em 2014  e 486.046 em 2018.